# Столітня класика НХЛ

Столітня класика НХЛ

Столітня класика НХЛ (англ. NHL Centennial Classic) — хокейний матч у рамках регулярної частини НХЛ сезону 2016–17 років в рамках традиційної «Зимової класики» між «Торонто Мейпл Ліфс» та «Детройт Ред Вінгз», який відбувся 1 січня 2017 року на футбольній арені «БМО Філд» у Торонто, Канада.
Повна назва події «Скотіябанк Столітня класика НХЛ» (з англ. «Scotiabank NHL Centennial Classic») від назви титульного спонсора «Скотіябанк».
Матч завершився з рахунком 5:4 на користь «Торонто Мейпл Ліфс». За грою спостерігало 40 148 глядачів, що є абсолютним рекордом відвідування для стадіону «БМО Філд».

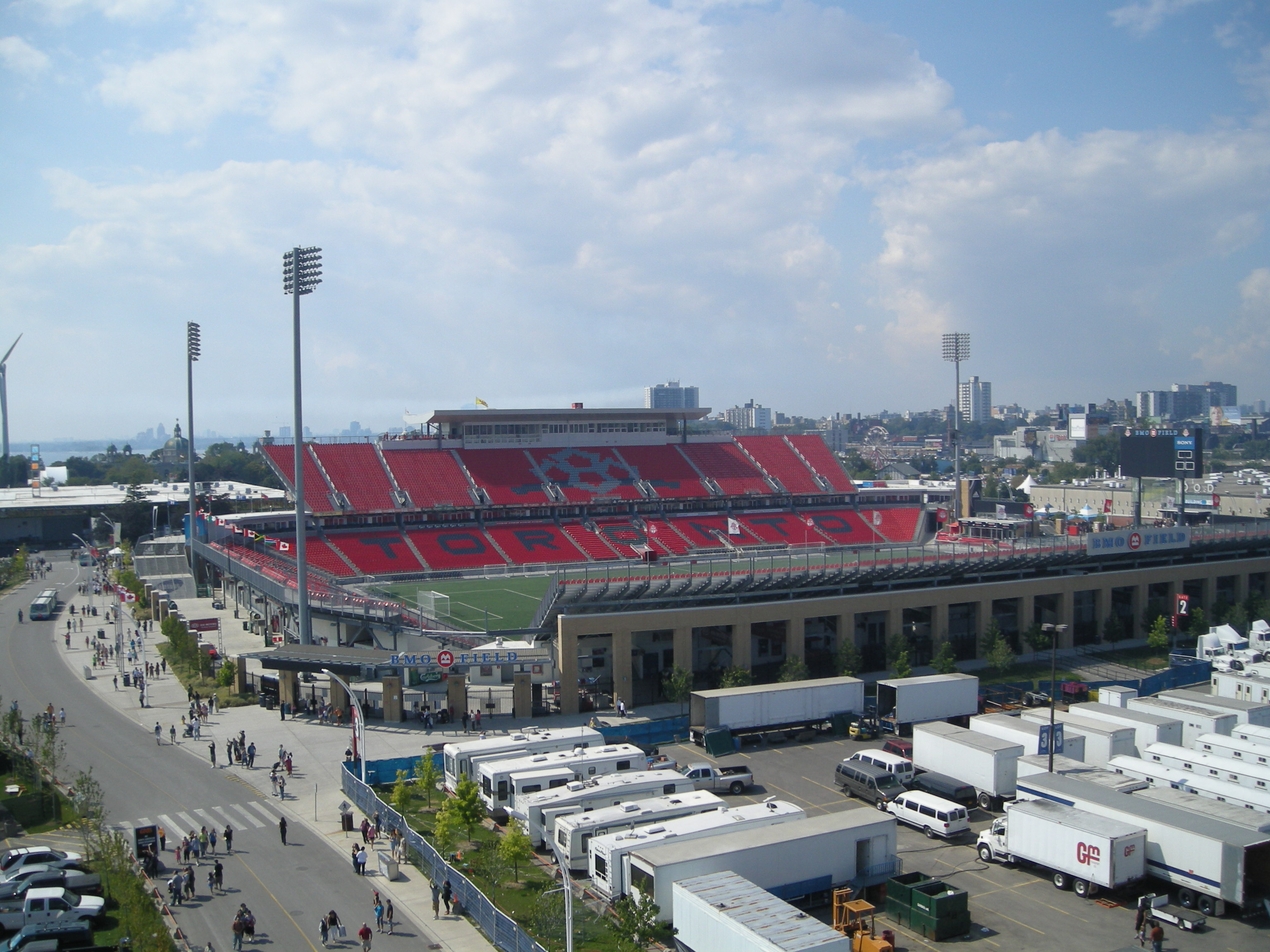
БМО Філд — місце проведення події